# Kyle Schwarber
Kyle Joseph Schwarber (Middletown, Ohio, 5 de marzo de 1993), más conocido como Kyle Schwarber, es un jugador profesional estadounidense de béisbol que se desempeña en la posición de jardinero izquierdo en Philadelphia Phillies, equipo de las Grandes Ligas de Béisbol (MLB). Logró obtener un Bate de Plata.

## Carrera
Schwarber jugó como profesional seis temporadas en Chicago Cubs (2015-2020), después pasó a Washington Nationals (2021), luego a Boston Red Sox (2021), posteriormente a Philadelphia Phillies, donde lleva jugando tres temporadas.

## Premios
Fue galardonado con el Bate de Plata en una oportunidad (2022).